# Filmåret 1936

## Årets filmer

### Siffra (1,2,3...) eller specialtecken (@,$,?...)
- 33.333
- 65, 66 och jag

### A - G
- Alla tiders Karlsson
- Annonsera!
- Bland bålde riddersmän
- Bombi Bitt och jag
- Bröllopsresan
- Cecil Rhodes i Africa
- Charlie Chan på circus
- Charlie Chan på kapplöpning
- Chatterbox
- Dansande piraten
- Dansen går
- De tappra 600
- Den förstenade skogen
- Den siste mohikanen
- Den stora olympiaden
- Den store Ziegfeld
- Draculas dotter
- Efter den gäckande skuggan
- Elefantungen Elmer
- En gentleman kommer till stan
- Every Sunday
- Familjen som var en karusell
- Familjens hemlighet
- Fasornas ö
- Flickorna på Uppåkra
- Flottan dansar
- Frihetssången
- Fru Andersson
- Fröken blir piga
- Fåglarna sjunga klockan 1.45
- General Custers sista strid

### H - N
- Han, hon och pengarna
- Han stod i rök och damm
- Hans fru och hans sekreterare
- Intermezzo
- Janssons frestelse
- Johan Ulfstjerna
- Kameliadamen
- Kungen kommer
- Kvartetten som sprängdes
- Kärlek och monopol
- Lille lorden
- Maria Stuart
- Mayerlingdramat
- Min svärmor - dansösen
- Mitt liv är en dans
- Moderna tider[1]
- Night Mail

### O - U
- Oss banditer emellan
- Pengar från skyn
- På Solsidan
- Raggen - det är jag det
- Reefer Madness
- Rendezvous im Paradies
- Romeo och Julia
- Rose-Marie
- Samvetsömma Adolf
- Satan Met a Lady
- Sista natten
- Skeppsbrutne Max
- Släkten är värst
- Småslantar
- Spöket på Bragehus
- Stackars miljonärer
- Storstaden lockar
- Söder om landsvägen
- Teaterbåten
- Theodora leker med elden

### V - Ö
- Varför byta männen hustru
- Vi far till London
- Vår randade väg
- Vår ungdoms hjältar
- Våran pojke
- Yellowstonemysteriet
- Ä' vi gifta?
- Äventyret

## Födda
- 1 januari – Zelda Rubinstein, amerikansk skådespelare.
- 13 januari – Margareta Henning, svensk skådespelare.
- 23 januari – Axel Fritz, svensk skådespelare.
- 28 januari – Alan Alda, amerikansk skådespelare.
- 3 februari
  - James Bridges, amerikansk regissör.
  - Lasse Sarri, svensk regissör, manusförfattare och skådespelare.
- 11 februari – Burt Reynolds, amerikansk skådespelare (død 2018)
- 20 februari – Kerstin Widgren, svensk skådespelare.
- 22 februari – Henny Moan, norsk skådespelare.
- 5 mars – Dean Stockwell, amerikansk skådespelare.
- 16 mars – Eva Kotamanidou, grekisk skådespelare.
- 18 mars – Elisabeth Falk, svensk skådespelare.
- 19 mars – Ursula Andress, schweizisk skådespelare.
- 3 april – Karl G Gustafson, svensk skådespelare.
- 20 april – Monica Ekberg, svensk skådespelare.
- 1 maj – Hasse Wallman, svensk kompositör, sångtextförfattare, regissör, manusförfattare, produktionsledare och direktör.
- 2 maj – Norma Aleandro, argentinsk skådespelerska.
- 9 maj – Glenda Jackson, brittisk skådespelare och politiker.
- 13 maj – Rafael Campos, dominikansk skådespelare.
- 15 maj – Egon Engström, svensk skådespelare.
- 17 maj – Dennis Hopper, amerikansk skådespelare och regissör.
- 27 maj
  - Louis Gossett Jr., amerikansk skådespelare.
  - Birgitta Grönwald, svensk skådespelare.
- 4 juni – Bruce Dern, amerikansk skådespelare.
- 9 juni – Åke Lundqvist, svensk skådespelare.
- 11 juni – Helena Brodin, svensk skådespelare
- 25 juni – Birgitta Hofgård, svensk skådespelare.
- 30 juni – Ann Lundgren, svensk skådespelare.
- 5 juli – Shirley Knight, amerikansk skådespelare.
- 6 juli – Stellan Olsson, svensk regissör och manusförfattare.
- 7 juli – Tord Ganmark, svensk barnskådespelare.
- 10 juli – Anne-Lie Kinnunen, svensk sångerska och skådespelare.
- 13 juli – Niels Dybeck, svensk skådespelare.
- 12 augusti – Kjell Grede, svensk regissör och manusförfattare.
- 18 augusti – Robert Redford, amerikansk skådespelare, regissör och filmproducent.
- 24 september – Jim Henson, amerikansk dockdesigner, dockspelare, filmproducent, filmregissör och manusförfattare.
- 6 oktober – Ralph Lundsten, svensk kompositör och kortfilmsregissör.
- 31 oktober – Michael Landon, amerikansk skådespelare, regissör och sångare.
- 1 november – Mimmo Wåhlander, svensk skådespelare.
- 1 december – Gunilla Poppe, svensk skådespelare
- 16 december – Katinka Faragó, svensk scripta och filmproducent.
- 25 december – Ismail Merchant, indisk filmproducent.

## Avlidna
- 28 februari – Justus Hagman, 77, svensk skådespelare.
- 2 april – Gunnar Klintberg, 65, svensk skådespelare, regissör och manusförfattare.
- 31 augusti – Ossian Brofeldt, 67, svensk skådespelare, sångare och kapellmästare.
- 24 oktober – Fred Ott, 76, amerikansk skådespelare.

### Fotnoter
1. ↑  IMDB, läst 29 februari 2012